# Нойхофен (Пфальц)
Нойхофен (нем. Neuhofen) — община в Германии, в земле Рейнланд-Пфальц.
Входит в состав района Рейн-Пфальц. Население составляет 7041 человек (на 31 декабря 2010 года). Занимает площадь 12,30 км².

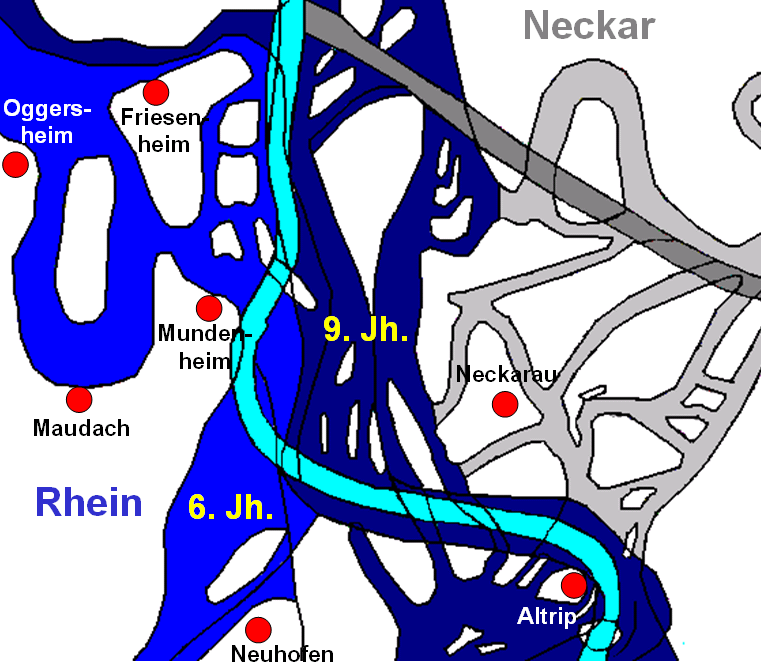
Нойхофен (Пфальц)